# Diễm mao
Diễm mao hay ngổ trâu (danh pháp khoa học: Callitriche stagnalis) là một loài thực vật thủy sinh có nguồn gốc bản địa tại châu Âu nhưng đã được di thực tới các lục địa khác. Có nơi loài này gây hại cho giao thông đường thủy vì mọc tràn lan. Đây là cây thân thảo thường niên mọc dưới đáy các dòng nước nông hoặc các vùng đất bùn lầy dọc theo sông ngòi. Thân mảnh, không lông mọc ngoi lên tận mặt nước và tạo thành khối lá lớn trôi nổi, có hình tròn hoặc hình thìa. Lá mọc đối, chụm tại mặt nước, không cuống; phiến lá nhỏ, hình bay, dạng vạch, dài từ 1-7mm, rộng từ 1-2mm, có 3 gân. Hoa đơn độc, hoặc một hoa đực và một hoa cái ở nách của các lá, có cuống ngắn. Quả có 4 hạch phân biệt rõ, hơi ráp.

## Công dụng
Thường được thu hái làm rau ăn. Ngoài ra, diễm mao cũng được sử dụng như là thuốc điều kinh.

## Hình ảnh

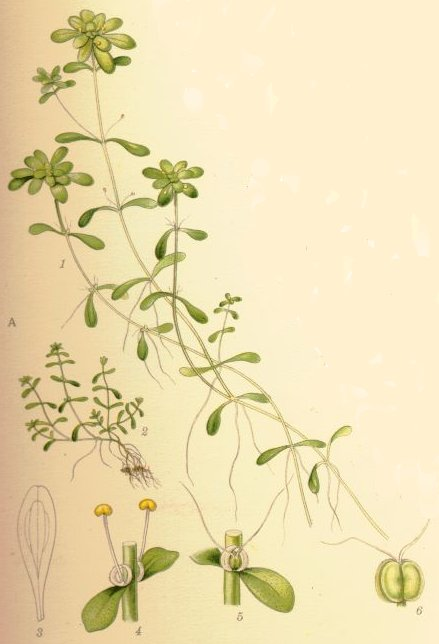
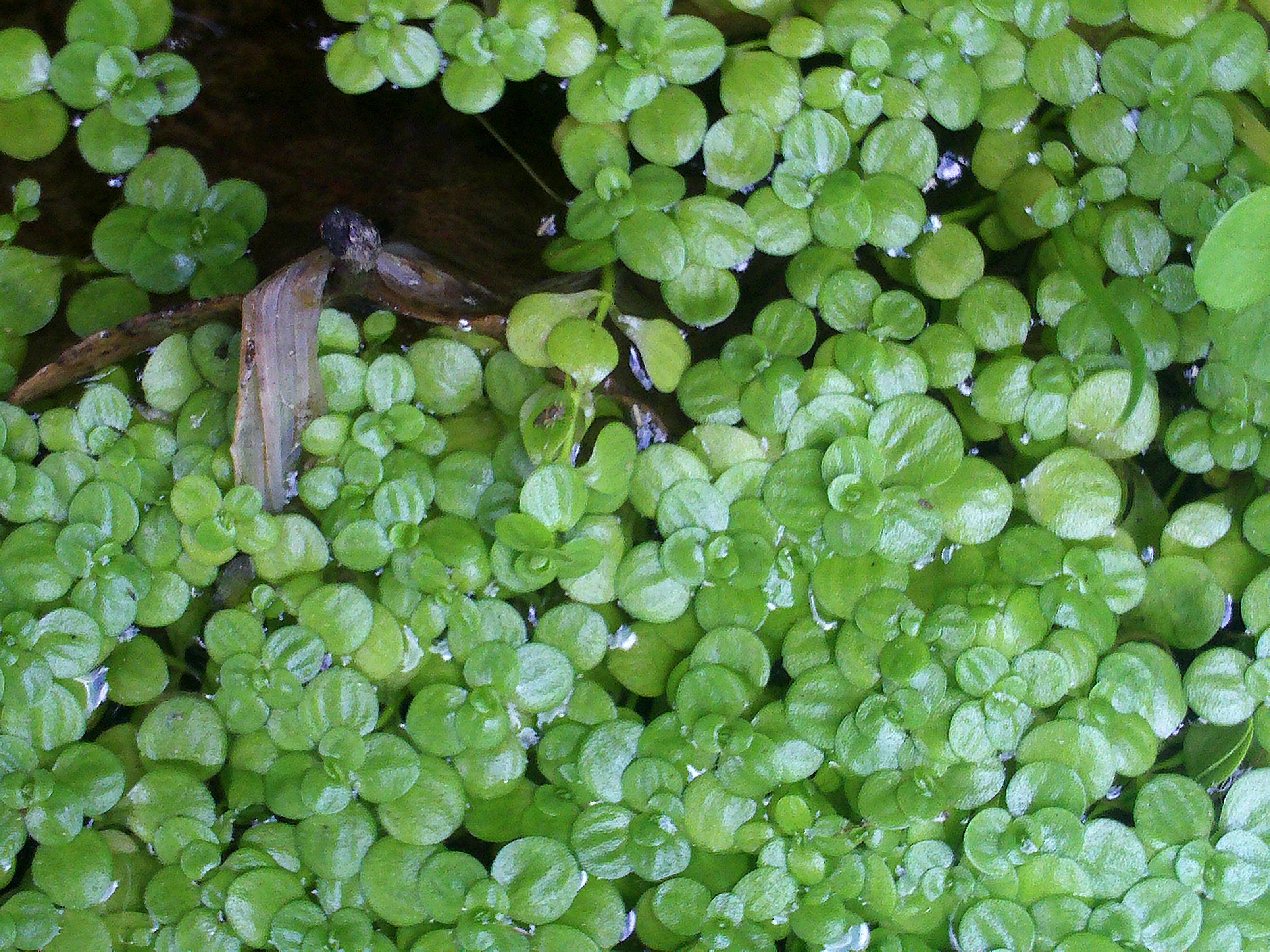
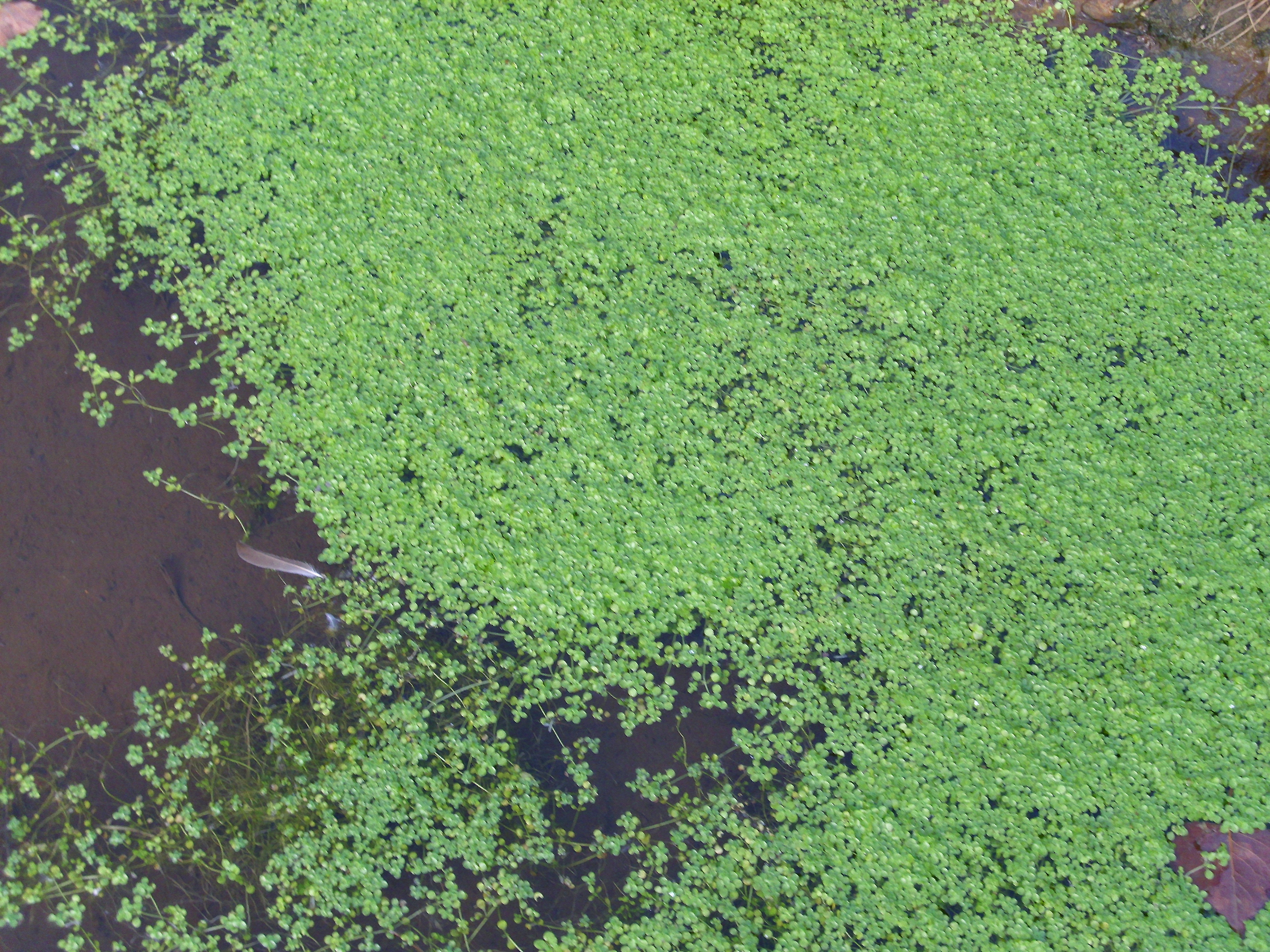
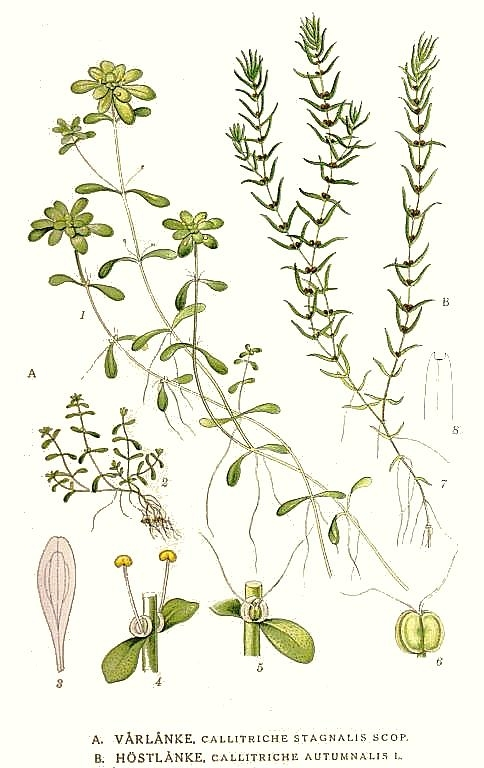